# フィリドール家
フィリドール家（仏語：Philidor）は、17世紀から18世紀のフランスの音楽家一族。最も有名な一員は、フランソワ＝アンドレ・ダニカン・フィリドールであるが、そのほかにも以下の音楽家がいる。
- ジャン・ダニカン・フィリドール（Jean Danican Philidor, 1620年ごろ-1679年）は、フランソワ＝アンドレの祖父で音楽家。パリでグラン・デキュリー軍楽隊の隊員となる。「ダニカン」は、もともとd'Anicanだったとも、あるいはスコットランド系の由来（ダンカンDuncan）を示すものとも言われている。フィリドール家は後に、添え名として「ダニカン」と名乗るようになる。ジャンは「ルイ13世によってフィリドールの姓を与えられた。ジャンの演奏は、王にイタリアの名オーボエ奏者フィリドーリ（Filidori）を思い出させたからである。」

- ミシェル・ダニカン（Michel Danican, 1659年ごろ没）は、フランソワ＝アンドレの大叔父。著名なオーボエ奏者で、ジャン・オトテールと共同でショームを改造してオーボエを創り出した。

- アンドレ・ダニカン・フィリドール（André Danican Philidor, 1647年ごろ-1730年）は、同名の息子（フランソワ＝アンドレ）と区別する必要から、老フィリドール（Philidor l'ainé）と呼ばれた。元はグラン・デキュリー軍楽隊の隊員だったが、後にルイ14世に雇われ、フランス宮廷楽団において、オーボエ奏者やクルムホルン奏者として活躍。

- ジャック・ダニカン・フィリドール（Jacques Danican Philidor, 1657年-1708年）は老アンドレの弟で、同じく音楽家。地方では「若いフィリドール（Philidor le cadet）」として知られていた。

- ピエール・ダニカン・フィリドール（Pierre Danican Philidor、1681年-1731年）はジャックの息子で、やはり音楽家。

- アンヌ・ダニカン・フィリドール（Anne Danican Philidor, 1681年-1728年）は、アンドレの長子でフランソワ＝アンドレの腹違いの長兄。テュイルリー宮殿において1725年から1791年まで演奏活動を行なった、楽団「コンセール・スピリテュエル」の創設者として西洋音楽史に名を残している。